# Dubijiwka (Tscherkassy)
Dubijiwka (ukrainisch Дубіївка; russisch Дубиевка Dubijewka) ist ein Dorf in der ukrainischen Oblast Tscherkassy mit etwa 3300 Einwohnern (2001).

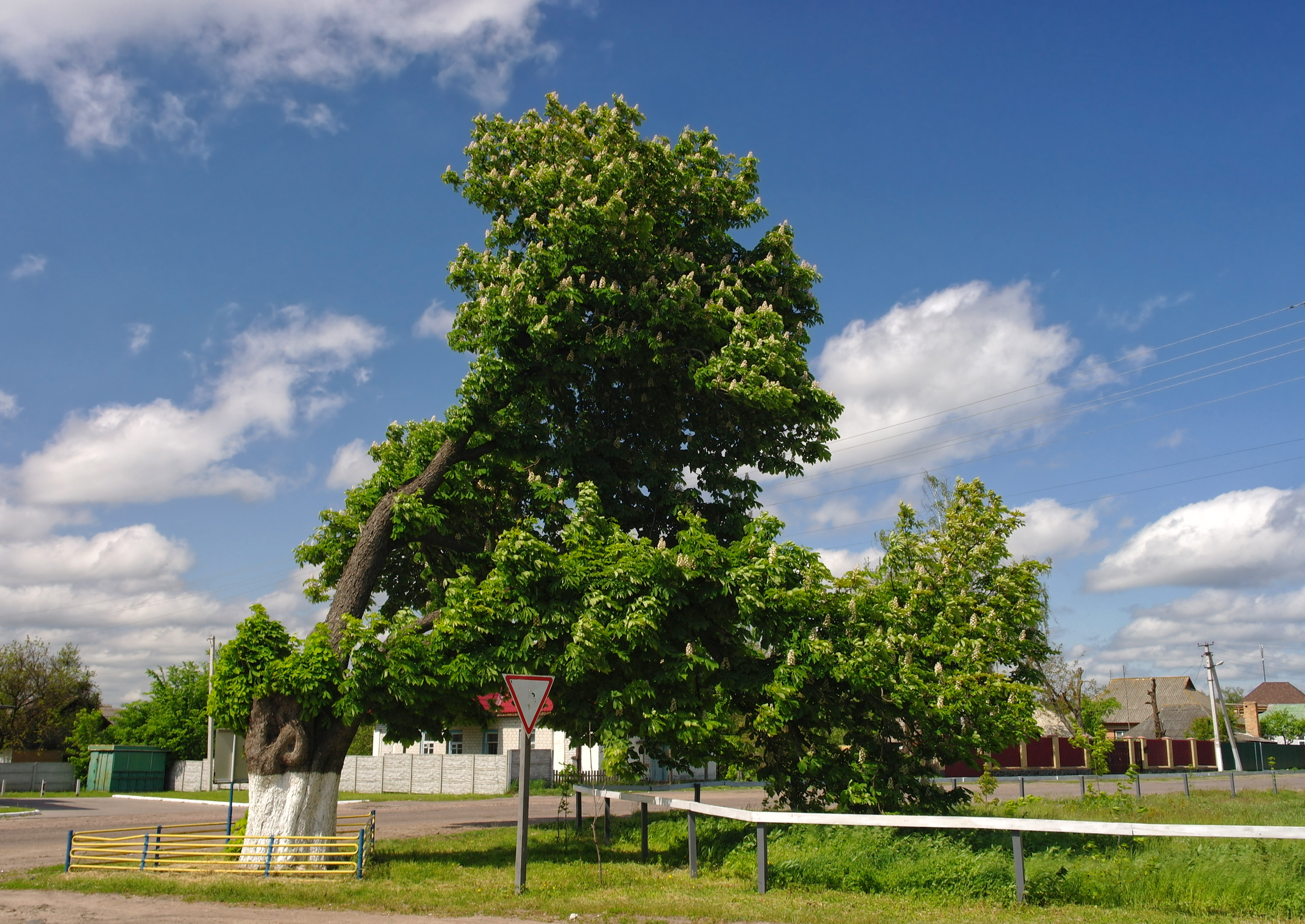
Baum im Ort

Das 1622 erstmals schriftlich erwähnte Dorf liegt an der Territorialstraße T–24–08 23 km südwestlich vom Oblastzentrum Tscherkassy und 15 km östlich von Irdyn.
Am 12. Juni 2020 wurde das Dorf ein Teil der Landgemeinde Ruska Poljana, bis dahin bildete es die gleichnamige Landratsgemeinde Dubijiwka (Дубіївська сільська рада/Dubijiwska silska rada) im Zentrum des Rajons Tscherkassy.